# جیووانی تومی
جیووانی تومی (انگلیسی: Giovanni Tomi؛ زادهٔ ۳۱ دسامبر ۱۹۸۷) بازیکن فوتبال اهل ایتالیا است.
از باشگاه‌هایی که در آن بازی کرده‌است می‌توان به ماترا کالچو، باشگاه فوتبال فوجا، باشگاه فوتبال آسکولی، و باشگاه فوتبال لچه اشاره کرد.